# Пакір Алі
Могамед Нізам Пакір Алі або просто Пакір Алі — ланкійський футболіст та тренер.